# Via Garibaldi (Prato)

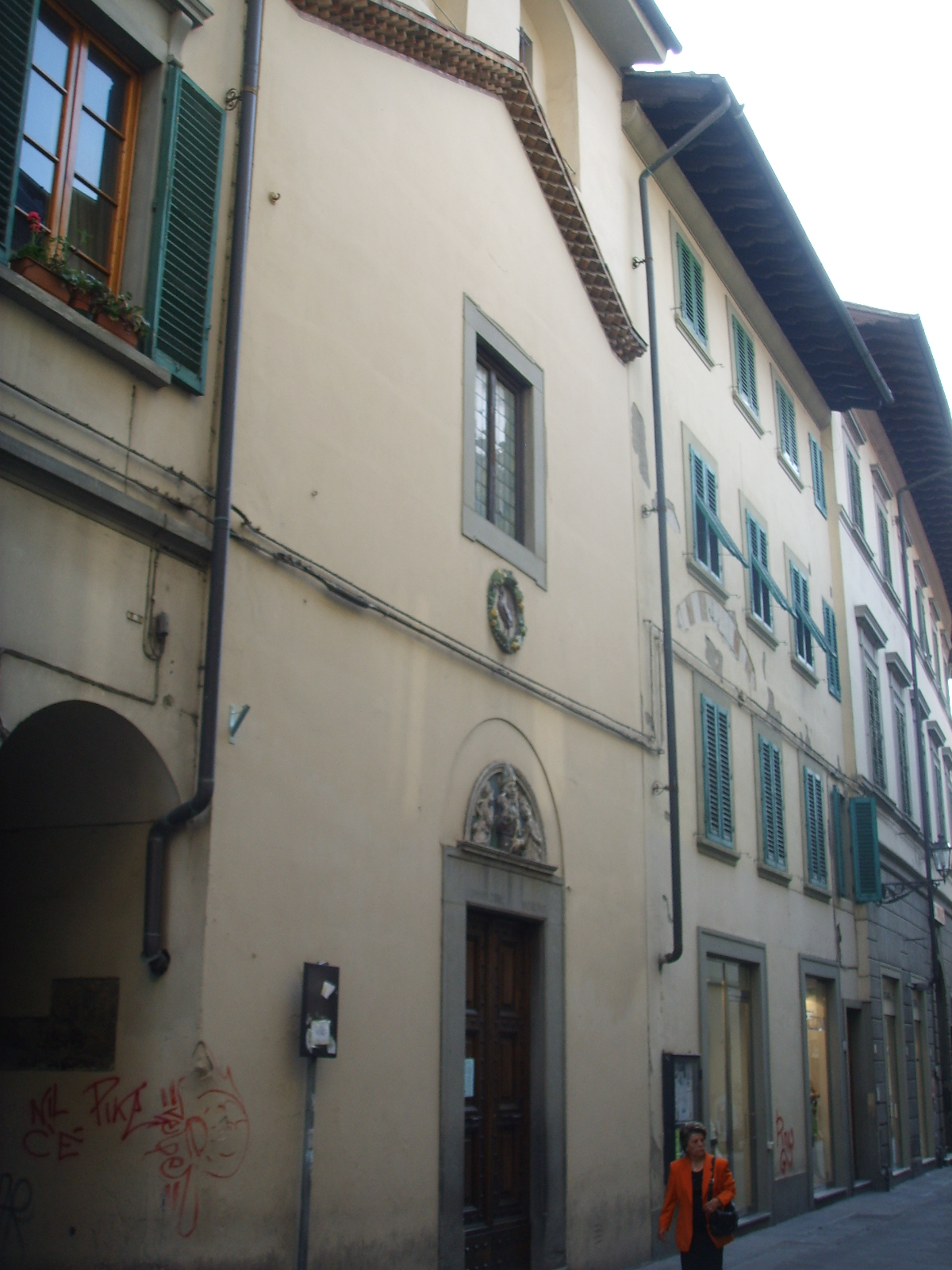
Oratorium zur heiligen Madonna, Haus Nr. 52

Die Via Garibaldi ist eine wichtige Straße in der Altstadt von Prato. Die zirka 300 Meter lange, kopfsteingepflasterte Straße verbindet in Nordwest-/ Südostrichtung den Piazza del Duomo an der Südwestwand des Doms mit der Piazza Mercatale und war schon vor der Stadtwerdung ein Handelsweg. Sie ist als Fußgängerzone für den Autoverkehr gesperrt und fällt vom Domplatz her ab. In ihrer Fortsetzung befindet sich der Ponte al Mercatale über den Bisenzio.
An beiden Seiten entlang der Straße liegen zahlreiche mittelalterliche, zum Teil denkmalgeschützte Gebäude, die ältesten aus dem 12. Jahrhundert. Einige dieser Bauwerke haben starke Veränderungen erfahren, vor allem in der Zeit zwischen dem 16. und 19. Jahrhundert. In Höhe der nach Süden abzweigenden Via Pugliesi erinnert eine Steintafel an die Porta Tezi, die bis zum 14. Jahrhundert eine von acht Durchlässen in der hier querenden Stadtmauer war.
Als besonders bemerkenswerte Bauwerke sind zu nennen (Hausnummern ansteigend):
- Dom von Prato
- Palazzetto dei Mazzei, Wohn- und Amtssitz von Anwalt Lapo Mazzei (1350–1412)
- Häuser 15–19 von 1509 mit verschiedenen Inschriften an der Fassade
- Eckhaus zur Via dei Cimatori mit deutlichen Mauerwerksfragmenten aus dem 13. Jahrhundert
- Palazzo Leonetti, heute Teatro Politeama, Nr. 33
- Oratorio della Madonna del Buon Consiglio, Betsaal mit den zur Erbauungszeit im 13. Jahrhundert höchsten Glockentürmen der Stadt, Nr. 52
- Häuser 63–69: Palazzo Buonamici Nencini mit Fresken von Giovanni Domenico Ferretti aus der ersten Hälfte des 18. Jahrhunderts
- Häuser 77–79: Auf den Resten des alten Stadttores ein Bauwerk aus dem 19. Jahrhundert mit Erinnerungstafel an der Hauswand